# 彩虹 (俄勒岡州)
彩虹（英語：Rainbow）是美國俄勒岡州雷恩縣一個非建制地區，海拔約為369米（1211英尺）。當地位於縣治尤金東北方，並鄰近126號俄勒岡州州道（Oregon Route 126）。彩虹曾經在1924年7月1日開設了一所郵政局，但其後已經於1937年8月31日關閉；而其名稱則是源自在麥堅時河（McKenzie River）生長的虹鱒（又名「彩虹鱒」）。